# Planisphère
Pour les articles homonymes, voir planisphère (homonymie).
« Carte du monde » redirige ici. Pour l'expression utilisée dans l'univers du jeu vidéo, voir Carte du monde (jeu vidéo).

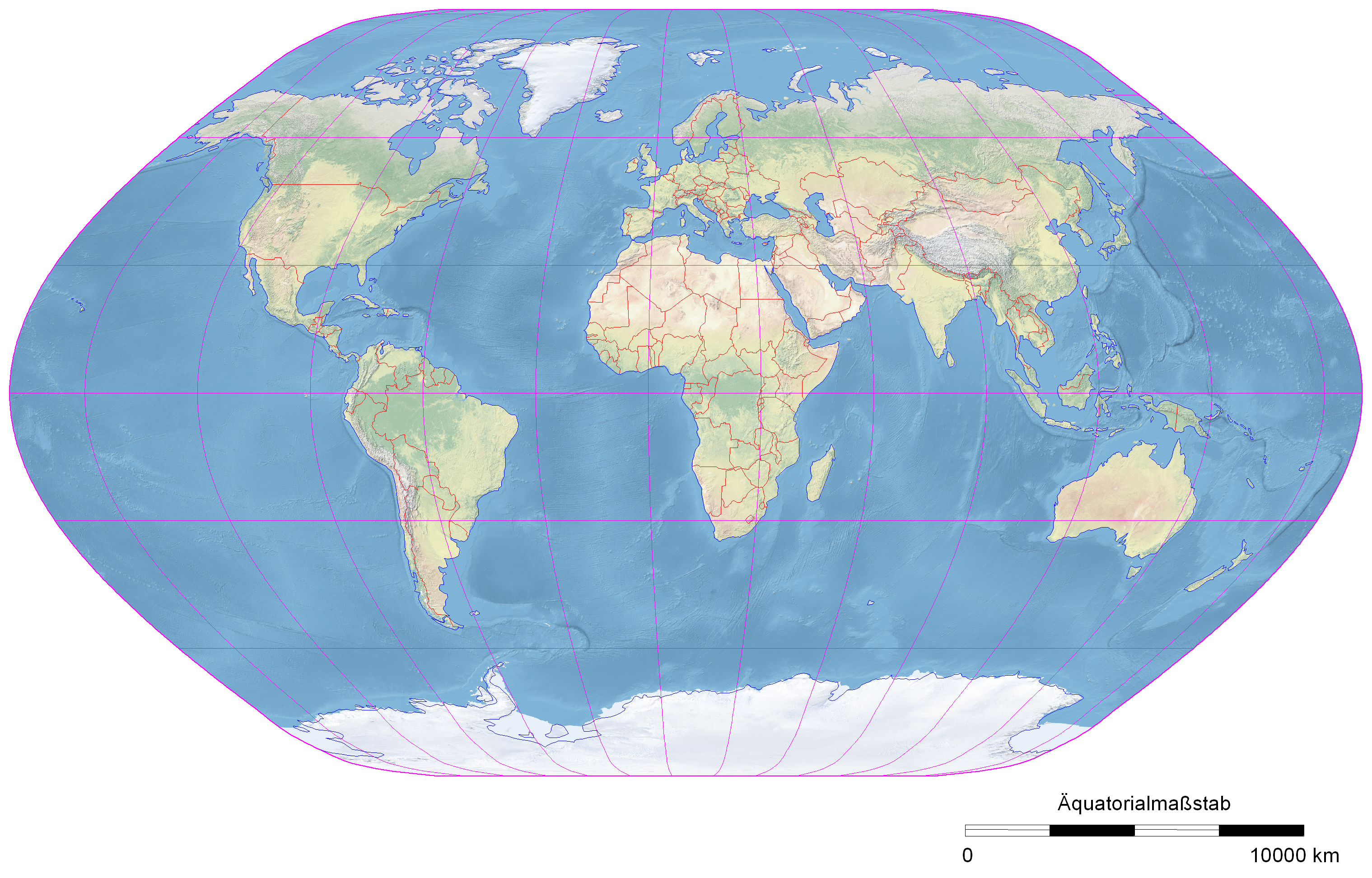
Planisphère en projection de Hölzel.

Un planisphère est une représentation plane de la surface du globe terrestre. La sphère étant une surface courbe, les formes et les tailles des continents, mers, pays, etc ne pourront pas être préservés.
Le terme mappemonde est, dans son sens strict, une carte représentant toutes les parties du globe terrestre divisé en deux hémisphères enfermés chacun dans un grand cercle.
La création d’un planisphère demande des informations générales sur la planète, notamment les formes et positions relatives des océans ou des continents. À cause de ce manque de connaissances, les planisphères ou cartes n’étaient pas précis dans les époques qui précèdent les grandes découvertes.
En général, les planisphères présentent une version politique d’une carte ou une version géographique avec les textures de la planète. Une version politique d’une carte permet de montrer les frontières et délimitations d’un pays. Alors qu’une version géographique exploite les textures de la planète, comme pour montrer la présence d’une montagne ou le type de sol d’une zone.

## Histoire

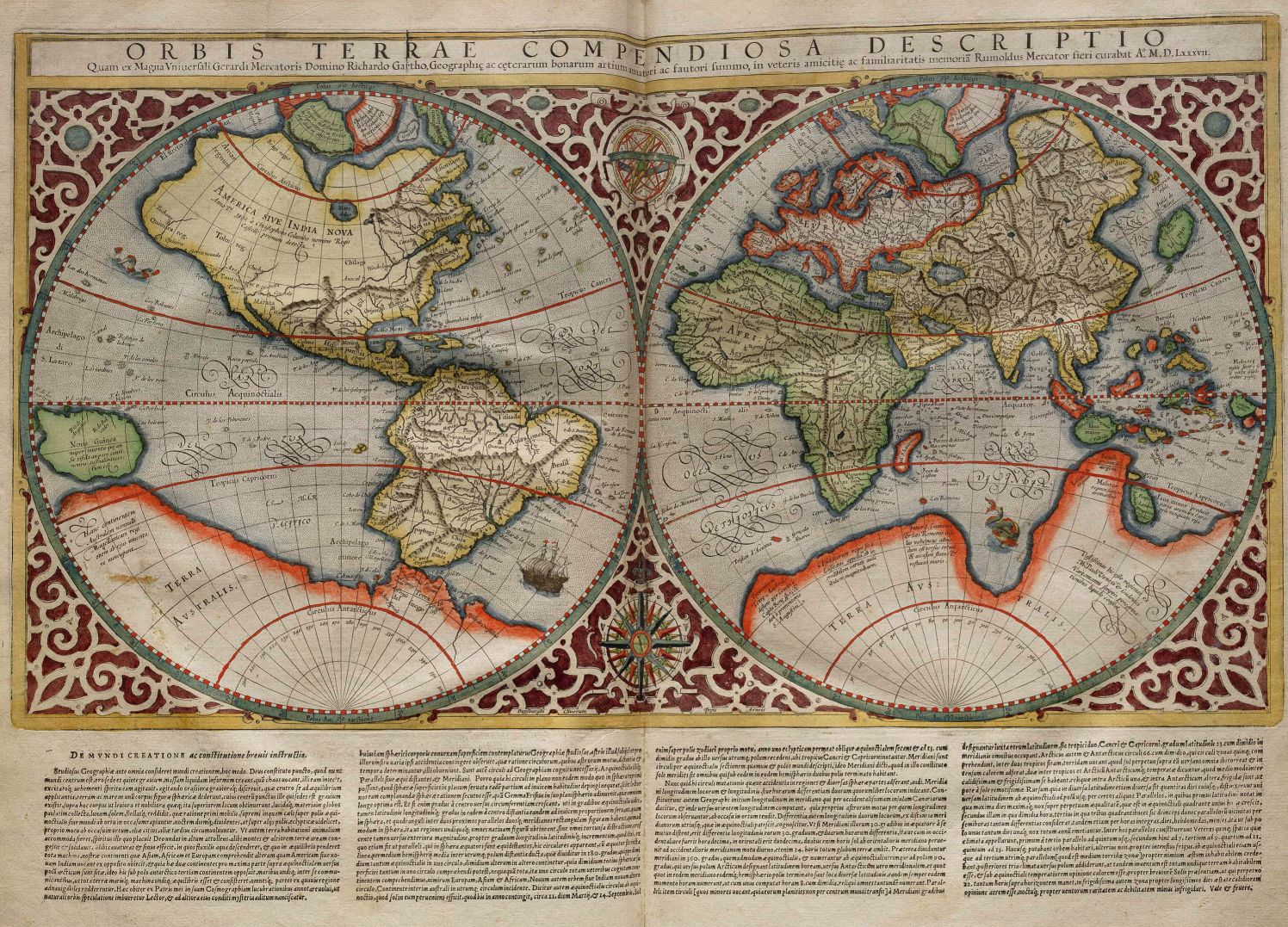
Mappemonde dessinée par Mercator (1587).

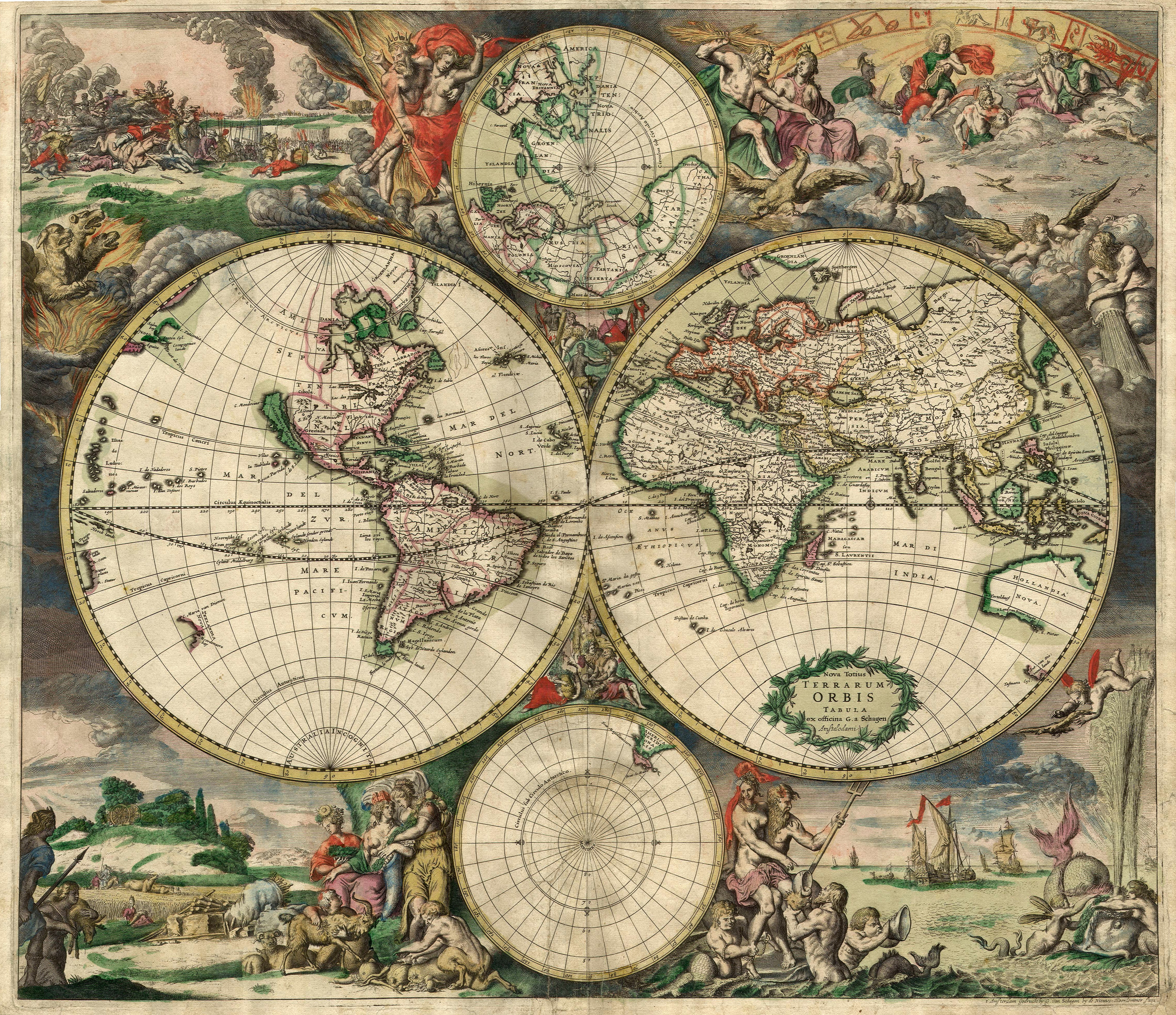
Carte du monde dessinée par Gerard van Schagen (1689).

La cartographie connut un extraordinaire développement pendant la période des grandes découvertes, dès le XVe siècle. Avant cela, les cartes géographiques, planes par définition, ne tenaient pas compte de la sphéricité de la Terre et les calculs des distances étaient souvent faux ou imprécis. Les cartes précises étaient nécessaires aux explorations que menaient les Portugais autour de l'Afrique (dès 1415, première implantation en Afrique du nord), puis les Castillans. Le religieux camaldule Fra Mauro réalisa une carte représentant le monde connu en 1459, qu'il adressa à Henri le Navigateur, à la demande du roi Alphonse V de Portugal. Il s'agit alors de l'Europe, l'Afrique et l'Asie, ces dernière étant connues avec une précision limitée, voire inexistante pour l'intérieur.
Les découvertes voient les cartes européennes gagner en précision et s'étendre au monde entier. L'Amérique apparaît en 1500 sur le planisphère de Juan de la Cosa. Elle acquiert son nom, America en latin, sur le planisphère de Waldseemüller en 1507, en l'honneur du navigateur florentin Amerigo Vespucci.

## Géopolitique

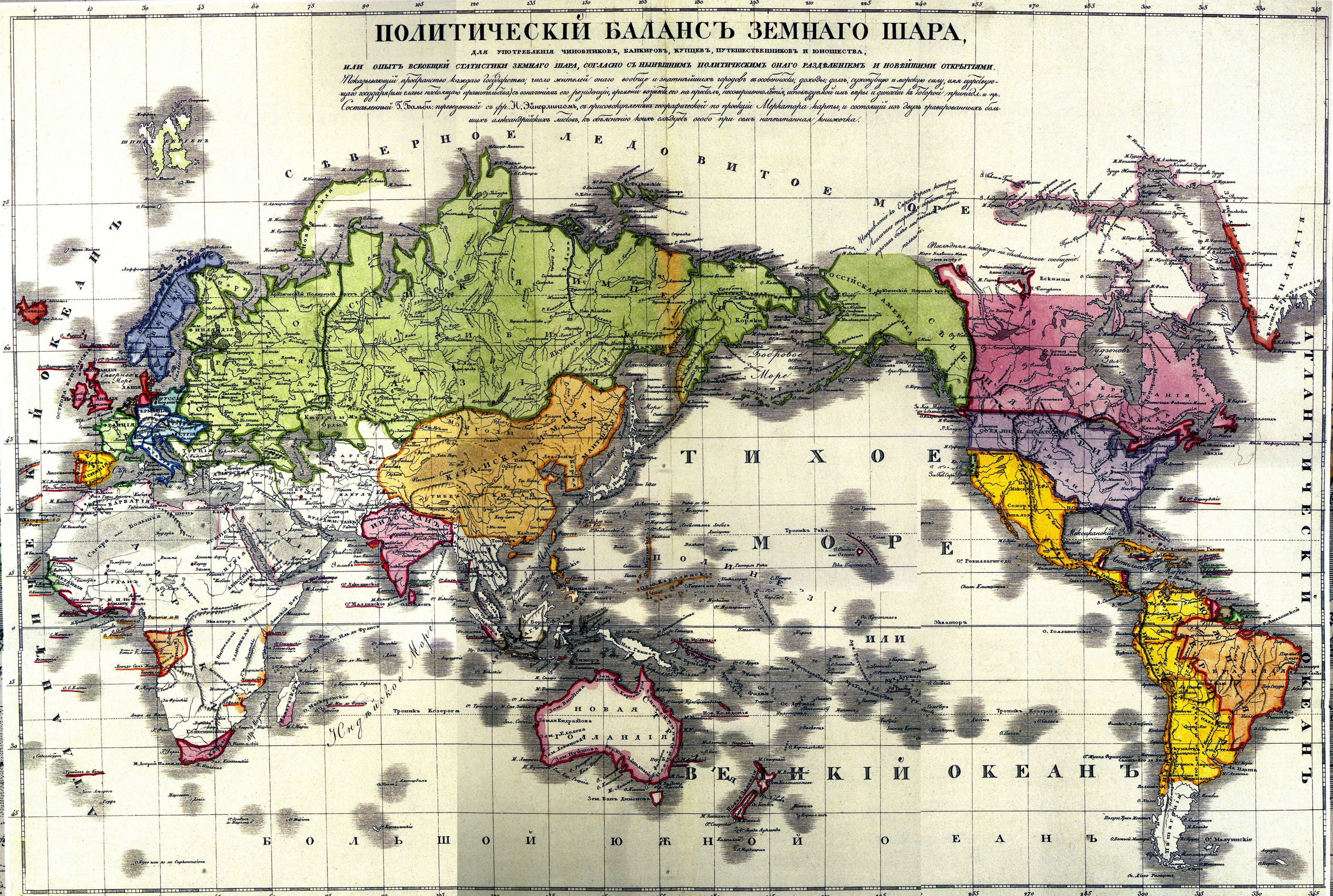
Planisphère russe de 1830 centrée sur l'Asie de l'Est et l'Océan Pacifique, rendant bien visibles les revendications russes en Amérique.

Les planisphères ne représentent pas uniquement une surface physique mais sont souvent au centre d'enjeux géostratégiques. Ils représentent la vision de l'auteur et ne sont donc pas seulement issus d'une technique de représentation géométrique ; ils peuvent alimenter autant les intérêts de la représentation politique et peuvent être des moyens de propagande.

## Projections
Toutes les cartes sont basées sur plusieurs projections du monde. Ces méthodes peuvent différer et nous donner plusieurs représentations du globe avec différents points de vue. De plus, chaque continent possède un planisphère où leur continent est au milieu de la mappemonde. Les projections les plus employées sont :
- La projection de Mercator : qui conserve les angles est adaptée à la navigation.
- La projection de Goode : alternative à Mercator.
- La projection de Peters : une alternative du Sud (qui respecte les étendues des territoires mais pas les formes).
- La projection de Fuller : quasi conservation de la superficie et de la forme des territoires.
- La projection de Postel : la projection des pôles.
- La projection orthographique : une projection de conception intuitive conservant certaines distances.
- La projection stéréographique : la plus célèbre et la plus ancienne projection conforme.
- La projection de Mollweide ou de Babinet est une projection pseudo-cylindrique équivalente fréquemment utilisée pour les planisphères en raison de son caractère compact.
- La projection Authagraph est une projection cartographique quasi équivalente inventée par l'architecte Japonais Hajime Narukawa.
- La projection de Cassini, proche de Mercator ; aujourd'hui délaissée.
- Les projections de Albers, Bonne, Sanson-Flamsteed, Werner[1]...

## Les cartes thermiques

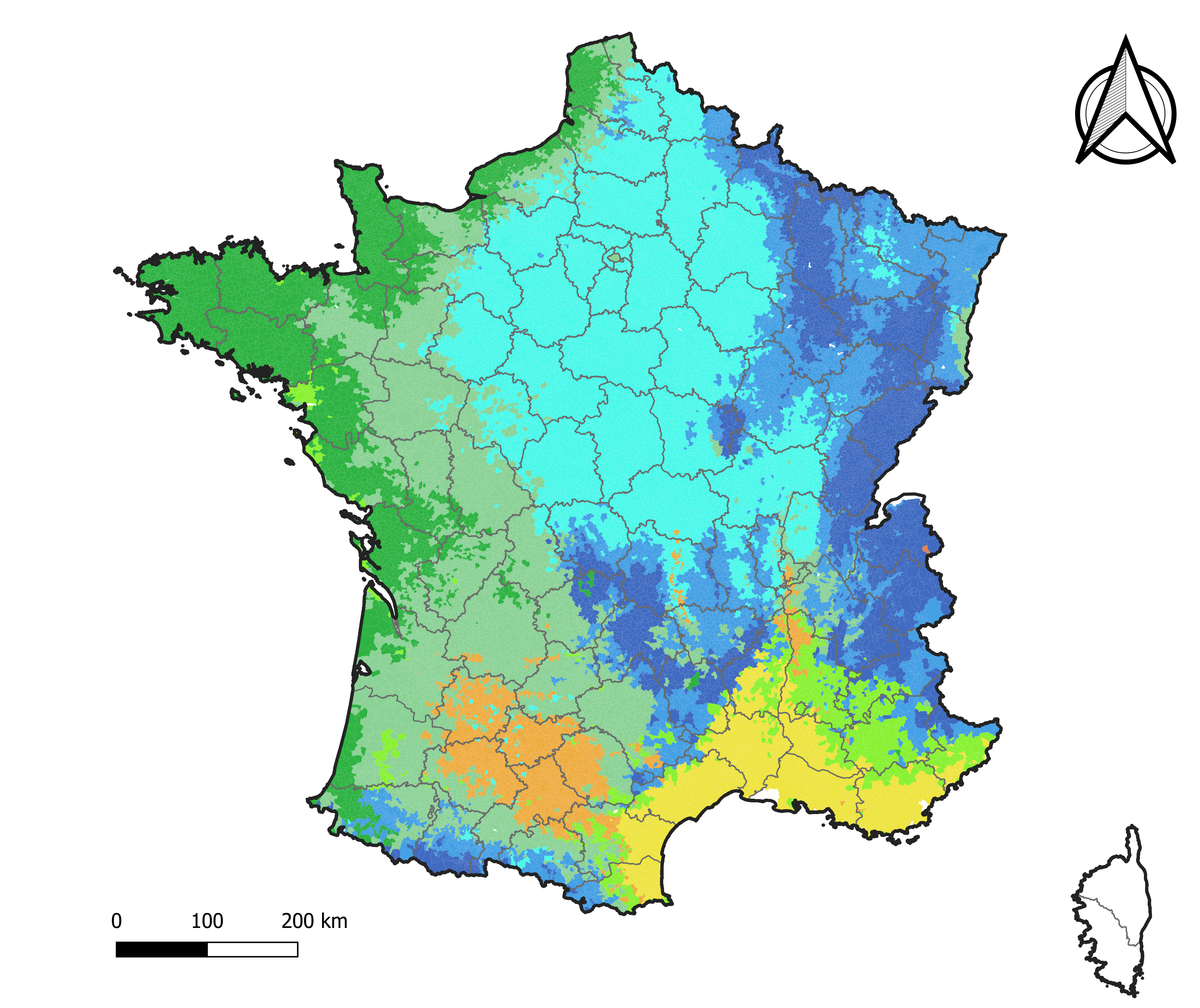
Carte des températures en France.

Les cartes thermiques utilisent des informations géographiques pour se concentrer sur une ou plusieurs informations. Ces cartes peuvent représenter des informations sur une ville, un pays ou encore celle d’un continent. Sur ce type de carte, on peut trouver des informations politique, culturelle, économique, sociologique ou encore environnementale. 
Un exemple de carte thermique, les cartes de météorologie. On utilise ce type de carte pour représenter les variations de températures ou encore le déplacement des vents. Grâce à cela, les différentielles de températures sont plus facilement observables.